# Gabriel Awrohum
Gabriel Awrohum, född 20 oktober 1991, är en svensk fotbollsspelare som spelar för Assyriska United.
Awrohums moderklubb är Assyriska FF. 2004 var han med och tog silver i Gothia Cup med Assyriskas P90-lag. Under 2007 var han med i klubbens juniorlag som vann Juniorallsvenskan i Östra Svealand, och som säkrade en uppflyttning till Juniorallsvenskan Elit.
Hans debut för seniorlaget kom den 8 mars 2008 i en träningsmatch mot Åtvidabergs FF som klubben förlorade med 0–1. Hans debut i ligaspel och Superettan kom den 23 oktober 2010 i en 3–1-hemmavinst mot Ängelholms FF. I december 2010 förlände Awrohum sitt kontrakt med klubben. I augusti 2013 lämnade han Assyriska FF för läkarstudier i Polen.
I januari 2014 blev han klar för division 4-klubben Assyriska United. Han debuterade för klubben den 21 april 2014 i en 4–1-bortavinst över Bagarmossen Kärrtorp BK. Awrohum spelade totalt sju matcher under säsongen 2014.